# 夏洛特海港 (佛羅里達州)
夏洛特海港（英語：Charlotte Harbour）是位於美國佛羅里達州夏洛特縣的一個人口普查指定地區。

## 地理
夏洛特海港的座標為26°57′50″N 82°03′44″W / 26.96389°N 82.06222°W，而該地最高點為海拔高度1米（即4英尺）。

## 人口
根據2010年美國人口普查的數據，夏洛特海港的面積為13.00平方千米，當中陸地面積為6.00平方千米，而水域面積為7.00平方千米。當地共有人口3716人，而人口密度為每平方千米285人。